# Ian Stewart (friidrottare)
Ian Stewart, född den 15 januari 1949 i Birmingham, England, är en brittisk friidrottare inom långdistanslöpning.
Han tog OS-brons på 5 000 meter vid friidrottstävlingarna 1972 i München. 